# I. e. 8. század

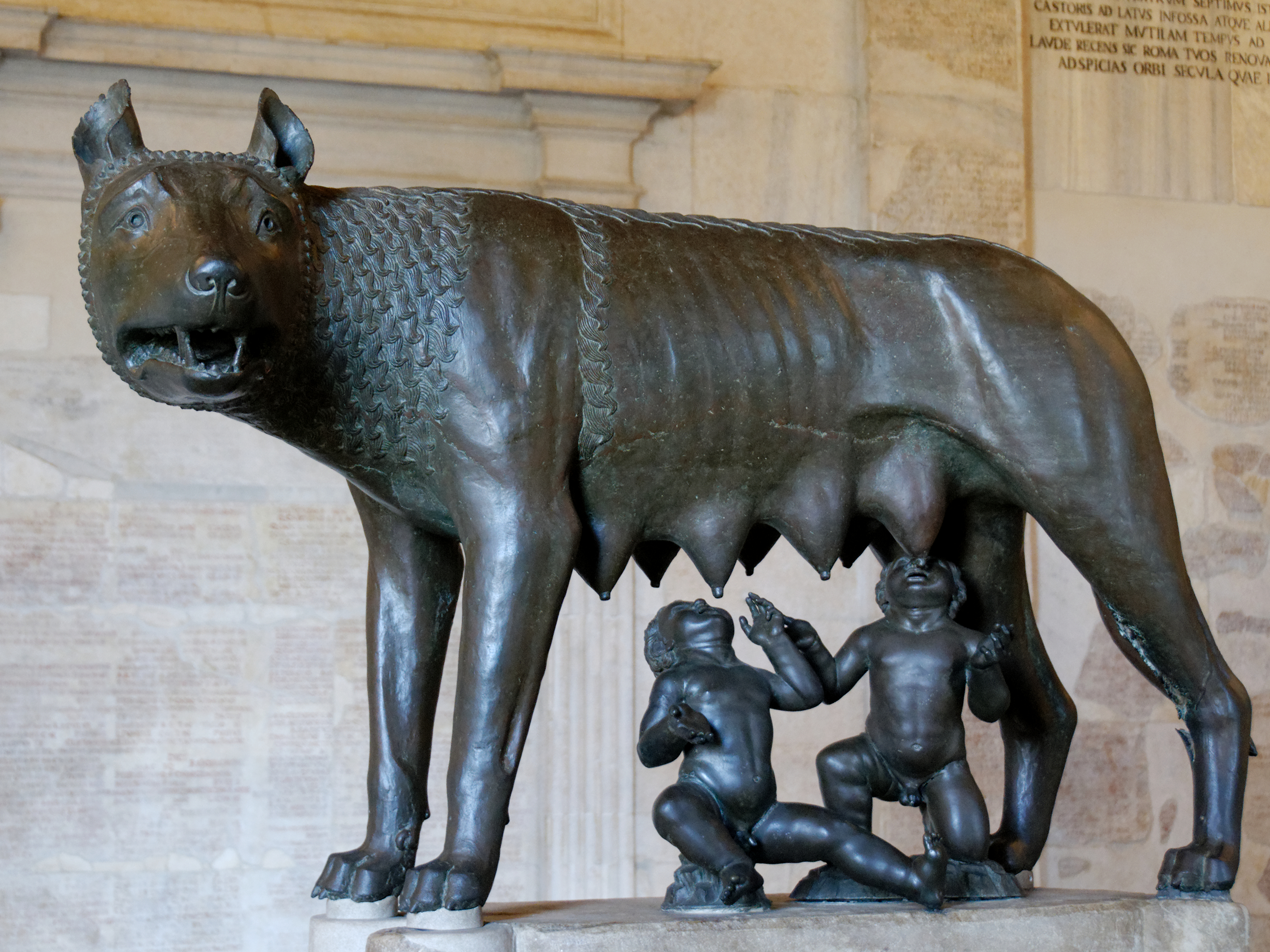
A Capitoliumi farkas bronzszobra ábrázolja a Romulust és Remust szoptató nőstényfarkast

## Események

### Európa
- i. e. 776 az első olümpiai játékok, a görög időszámítás kezdete
- i. e. 753 Róma alapításának hagyományos dátuma
- i. e. 730 körül: Kelet-Európa első ismert lovas népe, a kimmerek megkezdik sorozatos betöréseiket Elő-Ázsia hegyvidékeire
- A Kárpát-medence területén a valószínűleg illír törzsekhez kapcsolódó vaskori hallstatti kultúra kezdete
- A görög gyarmatosítás kezdete a Mediterráneumban

### Ázsia, Afrika

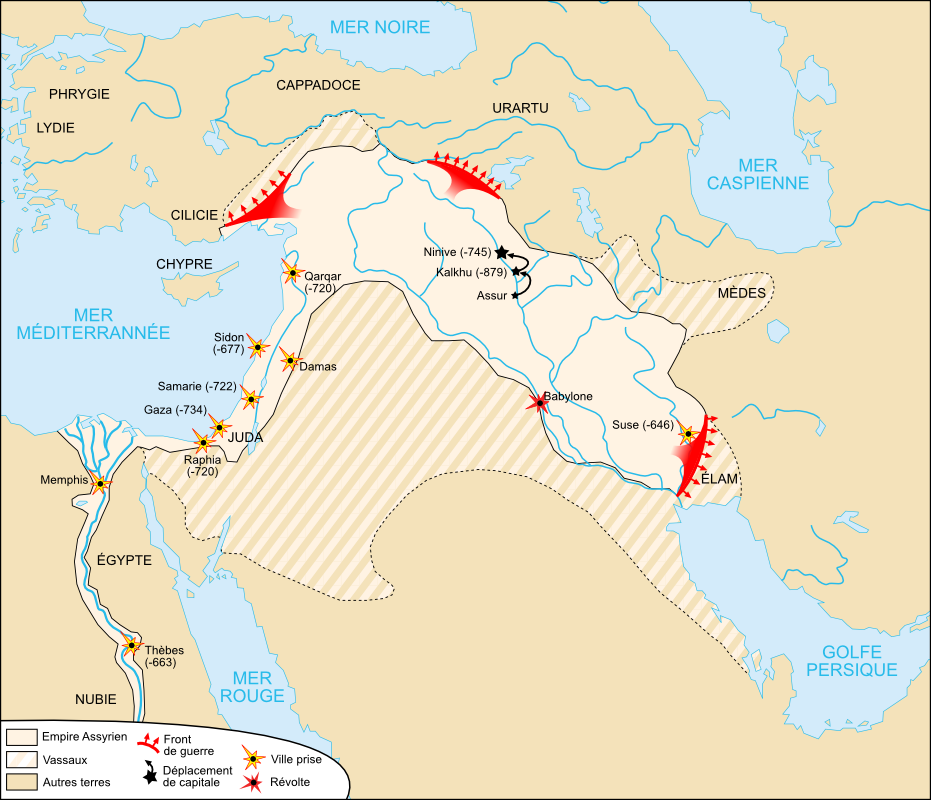
Asszír hódítások

- i. e. 770 körül: A kínai Csou-dinasztia állama felbomlik (→ Tavasz és ősz korszak)
- i. e. 763. június 15.: napfogyatkozás Asszíriában, ez az i. e. 1. évezredi abszolút kronológia alapja  Archiválva 2009. június 24-i dátummal a Wayback Machine-ben
- i. e. 752: Egyiptomban a XXV. dinasztia kezdete
- i. e. 750 körül: A mai Szudán területén kialakul Napata állam
- i. e. 745–727: III. Tukulti-apil-ésarra asszír király. Megreformálja az államot és a hadsereget, legyőzi Urartut, megkezdi a szíriai vazallus királyságok módszeres beolvasztását a birodalmába. 729-728-ban átmenetileg meghódítja Babilont. Uralkodásával veszi kezdetét Elő-Ázsiában az asszír hegemónia évszázada.
- i. e. 722–705: II. Sarrukín asszír király. Befejezi Szíria és Palesztina meghódítását.
- i. e. 722: Az Izraeli Királyság vége
- i. e. 713: Dúr-Sarrukín alapítása (újasszír főváros)
- I. e. 705: Dúr-Sarrukín helyett Ninive lesz Asszíria fővárosa.
- i. e. 700 körül: A Szahara elnyeri mai formáját[1]

## Fontosabb személyek

### Uralkodó, hadvezér
- V. Sulmánu-asarídu (Szalmanasszár) hadvezér, az Újasszír Birodalom uralkodója
- II. Sarrukín asszír király
- Szín-ahhé-eríba (Szénakhérib, ur: i. e. 704 – i. e. 681) hadvezér, az Újasszír Birodalom uralkodója

### Egyéb
- Lükurgosz, törvényhozó, a spártai állam megalapítója

## Találmányok, felfedezések
- Vaspatkó használat a keltáknál.
- Emelőcsiga Asszíriában és a görögöknél.
- A horgony használata a görög hajókon.

## Kultúra
- Rozstermesztés elterjedése Dél-Európában.
- Az arámi ábécé elterjedése a Közel-Keleten
- i. e. 750 körül Odüsszeia görög hősi eposz keletkezése.

## Évtizedek és évek
Az időszámításunk előtti 8. század i. e. 701-től i. e. 800-ig tart.
| i. e. 800-as évek | i. e. 809 | i. e. 808 | i. e. 807 | i. e. 806 | i. e. 805 | i. e. 804 | i. e. 803 | i. e. 802 | i. e. 801 | i. e. 800 |
| i. e. 790-es évek | i. e. 799 | i. e. 798 | i. e. 797 | i. e. 796 | i. e. 795 | i. e. 794 | i. e. 793 | i. e. 792 | i. e. 791 | i. e. 790 |
| i. e. 780-as évek | i. e. 789 | i. e. 788 | i. e. 787 | i. e. 786 | i. e. 785 | i. e. 784 | i. e. 783 | i. e. 782 | i. e. 781 | i. e. 780 |
| i. e. 770-es évek | i. e. 779 | i. e. 778 | i. e. 777 | i. e. 776 | i. e. 775 | i. e. 774 | i. e. 773 | i. e. 772 | i. e. 771 | i. e. 770 |
| i. e. 760-as évek | i. e. 769 | i. e. 768 | i. e. 767 | i. e. 766 | i. e. 765 | i. e. 764 | i. e. 763 | i. e. 762 | i. e. 761 | i. e. 760 |
| i. e. 750-es évek | i. e. 759 | i. e. 758 | i. e. 757 | i. e. 756 | i. e. 755 | i. e. 754 | i. e. 753 | i. e. 752 | i. e. 751 | i. e. 750 |
| i. e. 740-es évek | i. e. 749 | i. e. 748 | i. e. 747 | i. e. 746 | i. e. 745 | i. e. 744 | i. e. 743 | i. e. 742 | i. e. 741 | i. e. 740 |
| i. e. 730-as évek | i. e. 739 | i. e. 738 | i. e. 737 | i. e. 736 | i. e. 735 | i. e. 734 | i. e. 733 | i. e. 732 | i. e. 731 | i. e. 730 |
| i. e. 720-as évek | i. e. 729 | i. e. 728 | i. e. 727 | i. e. 726 | i. e. 725 | i. e. 724 | i. e. 723 | i. e. 722 | i. e. 721 | i. e. 720 |
| i. e. 710-es évek | i. e. 719 | i. e. 718 | i. e. 717 | i. e. 716 | i. e. 715 | i. e. 714 | i. e. 713 | i. e. 712 | i. e. 711 | i. e. 710 |
| i. e. 700-as évek | i. e. 709 | i. e. 708 | i. e. 707 | i. e. 706 | i. e. 705 | i. e. 704 | i. e. 703 | i. e. 702 | i. e. 701 | i. e. 700 |
| i. e. 690-es évek | i. e. 699 | i. e. 698 | i. e. 697 | i. e. 696 | i. e. 695 | i. e. 694 | i. e. 693 | i. e. 692 | i. e. 691 |           |